# Władysław Zadykowicz
Władysław Zadykowicz (ur. 27 września 1937 w Krynickiem) – polski rolnik, poseł na Sejm PRL VI kadencji.

## Życiorys
Uzyskał wykształcenie średnie niepełne. Od 1952 do 1954 uczęszczał do Technikum Rolniczego w Dojlidach i ukończył dwuletni kurs rolniczy. W okresach 1961–1963 i 1966–1969 był agronomem przy Powiatowym Związku Kółek Rolniczych w Białymstoku. Prowadził również własne gospodarstwo rolne w Krynickiem. Był także sołtysem. Prezes tamtejszego Kółka Rolniczego.
W 1972 uzyskał mandat posła na Sejm PRL w okręgu Białystok z ramienia Zjednoczonego Stronnictwa Ludowego. Zasiadał w Komisji Drobnej Wytwórczości, Spółdzielczości Pracy i Rzemiosła. Jako poseł, w 1973 zasiadł także w Radzie Narodowej Miasta i Gminy w Zabłudowie. W 1976, po zakończeniu kadencji w Sejmie, został wybrany w skład Wojewódzkiej Rady Narodowej w Białymstoku. W 1978 ponownie został radnym RNMiG w Zabłudowie. W okresie III RP także zasiadał w zabłudowskiej radzie gminy (w 1998 został wybrany z listy Przymierza Społecznego, a w 2002 z listy komitetu „Wspólna Gmina Zabłudów”; w 2006 nie ubiegał się o reelekcję).